# Asthena yargongaria
Asthena yargongaria är en fjärilsart som beskrevs av Charles Oberthür 1916. Asthena yargongaria ingår i släktet Asthena och familjen mätare. Inga underarter finns listade i Catalogue of Life.